# Acerentulus traegardhi
Acerentulus traegardhi är en urinsektsart som beskrevs av Ionesco 1937. Acerentulus traegardhi ingår i släktet Acerentulus och familjen lönntrevfotingar. Arten är reproducerande i Sverige. Inga underarter finns listade i Catalogue of Life.